# Alexander von Schneider
Alexander von Schneider (* 22. Februar 1845 in Nördlingen; † 20. Mai 1909 in Garmisch) war von 1896 bis 1909 Oberkonsistorialpräsident der Evangelisch-Lutherischen Kirche in Bayern. Schneider war der einzige Oberkonsistorialpräsident, der kein Pfarrer war.

## Leben und Beruf
Schneider wurde als erster Sohn von acht Kindern eines Bezirksarztes in Nördlingen geboren. Nach Schulabschluss und kurzer Studienzeit in Erlangen zog er 1862 nach München, wo er ein Stipendium der Stiftung Maximilianeum erhielt. 1867 schloss er das Jura-Studium an der Ludwig-Maximilians-Universität München ab. Seit dem Studium war er Mitglied der Studentenverbindung Akademischer Gesangverein München im SV. Ab 1876 war er Mitarbeiter des Kabinettssekretärs Friedrich von Ziegler (beziehungsweise 1879/80 kurzzeitig Ludwig von Müller). Von 1883 bis 1886 war Schneider selbst Kabinettssekretär von König Ludwig II., ab Januar 1885 im Rang eines Ministerialrates. Am 1. Juni 1886 versetzte ihn der König an das Finanzministerium, wo er bis 1896 tätig war. Ab dem 1. Juli 1896 bis zu seinem Tod war Schneider Präsident des Oberkonsistoriums.
Am 31. Oktober 1898 bei Einweihung der Erlöserkirche (Jerusalem) sprach Schneider im Namen aller an der Palästinareise Kaiser Wilhelms II. teilnehmenden evangelischen Kirchenleiter deren einhelligen Wunsch aus, der 'Pflege evangelisch-christlicher Altertumswissenschaft ein Heim' zu schaffen, was bis 1903 dann auch geschah. Alexander von Schneider starb am 20. Mai 1909 im Alter von 64 Jahren in Garmisch und wurde am 23. Mai 1909 im Münchner Nordfriedhof beerdigt; seine Grabstätte wurde 1989 aufgelöst.

## Auszeichnungen
In der Zeit als Kabinettssekretär erhielt er das Ritterkreuz 1. Klasse des Verdienstordens vom Hl. Michael. Im Dezember 1884 wurde er in den persönlichen Adelsstand erhoben. Die Theologische Fakultät der Universität Erlangen verlieh ihm 1908 den Ehrendoktor-Titel.

## Familie
Schneider war zweimal verheiratet; beide Gattinnen stammten wie er aus Nördlingen. Seine erste Frau starb 1872 kurz nach der Hochzeit. Seiner zweiten Frau Florentine Rutz, die er am 30. Januar 1877 ehelichte, schrieb er 375 in seinem Nachlass überlieferte Briefe. Aus dieser Ehe gingen mindestens vier Kinder hervor: Die Söhne Franz Schneider (1880–1946) und Alexander Schneider (1882–1932), der 1919 Mitglied der Weimarer Nationalversammlung war, sowie die Töchter Friederike (* 1881) und Hermine (* 1887).